# 1988-as Giro d’Italia
Az 1988-as Giro d’Italia volt a 71. olasz kerékpáros körverseny. Május 23-án kezdődött és június 12-én ért véget. Végső győztes az amerikai Andy Hampsten lett.

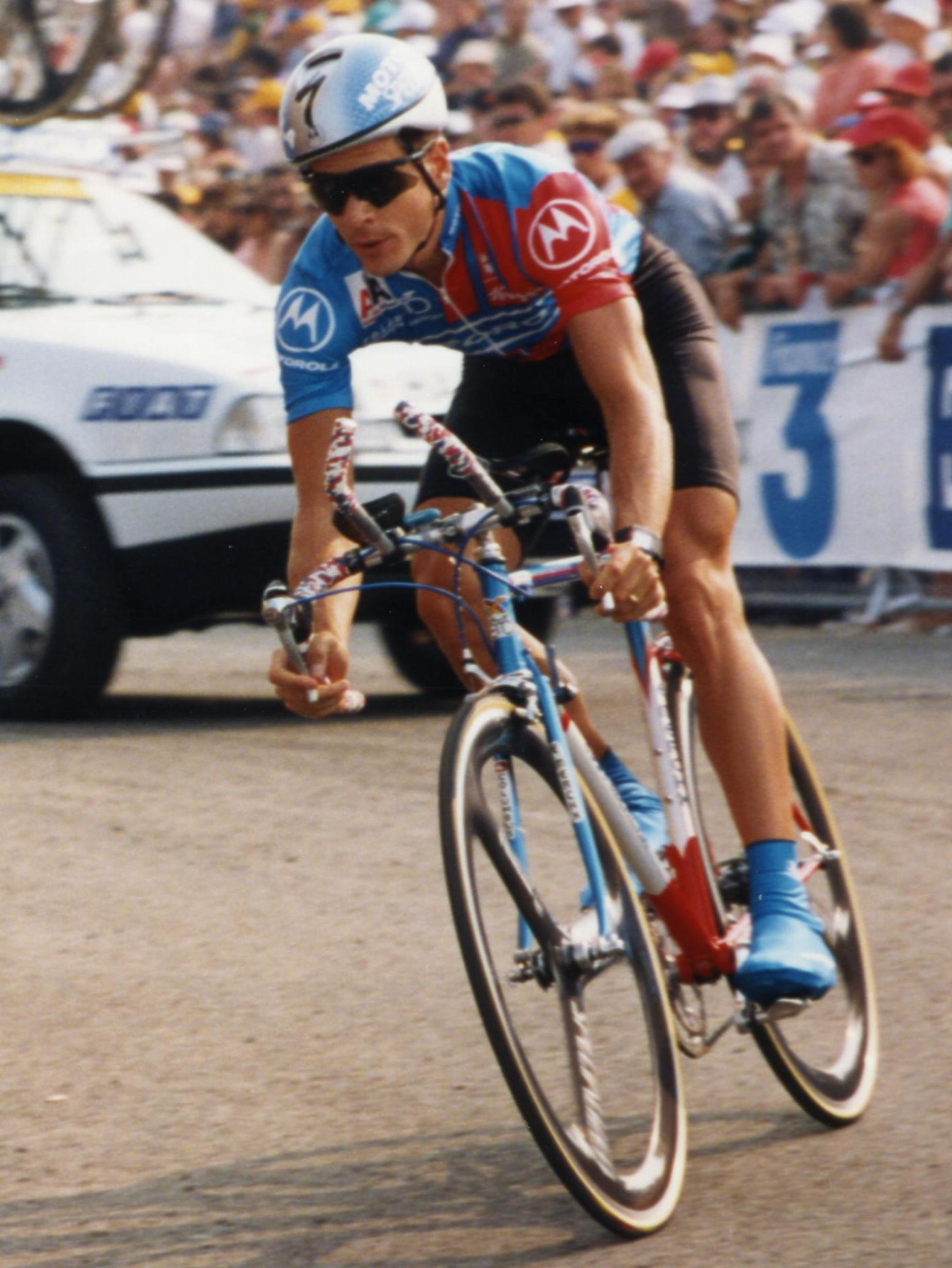
Andy Hampsten 1993-ban

## Végeredmény
|    | Versenyző         | Idő                          |               |
| -- | ----------------- | ---------------------------- | ------------- |
| 1  | Andy Hampsten     | 7-Eleven-Hoonved             | 97 óra 18' 56 |
| 2  | Erik Breukink     | Panasonic-Isostar            | 1' 43         |
| 3  | Urs Zimmermann    | Carrera Jeans-Vagabond       | 2' 45         |
| 4  | Flavio Giupponi   | Del Tongo-Colnago            | 6' 56         |
| 5  | Franco Chioccioli | Del Tongo-Colnago            | 13' 20        |
| 6  | Marco Giovannetti | GIS Gelati-Bruiatori Ecoflam | 15' 20        |
| 7  | Pedro Delgado     | Reynolds                     | 17' 02        |
| 8  | Peter Winnen      | Panasonic-Isostar            | 18' 14        |
| 9  | Stefano Tomasini  | Fanini-7 UP                  | 27' 01        |
| 10 | Maurizio Vandelli | Atala-Ofmega                 | 27' 02        |